# Olivier Gui
Olivier Gui (né le 20 janvier 1962 à Tours) est un athlète français, spécialiste du 400 mètres haies.

## Biographie
En 1981, il remporte la médaille d'argent du 400 m haies des Championnats d'Europe juniors, à Utrecht aux Pays-Bas.
Il remporte trois titres de champion de France, deux en plein air sur 400 m haies en 1985 et 1988, et un en salle sur 400 m en 1986.

## Palmarès
- Championnats de France d'athlétisme :
  - vainqueur du 400 m haies en 1985 et 1988.
- Championnats de France d'athlétisme en salle :
  - vainqueur du 400 m en 1986

### Records
| Épreuve     | Performance | Lieu | Date |
| ----------- | ----------- | ---- | ---- |
| 400 m haies | 49 s 34     |      | 1985 |